# Hillview (Kentucky)
Hillview – miasto w Stanach Zjednoczonych, w stanie Kentucky, w hrabstwie Bullitt.